# Авраам Шохат
Авраам Шохат (івр. אברהם בייגה שוחט; 14 червня 1936, Тель-Авів — 28 лютого 2024) — ізраїльський інженер-будівельник і державний діяч, що належить до табору сіоністів. Голова місцевої ради Арада, депутат кнесета шести скликань від блоку «Маарах», партії Праці та блоку «Єдиний Ізраїль», міністр фінансів (двічі) та міністр іноземної інфраструктури Ізраїлю.